# Épistasie

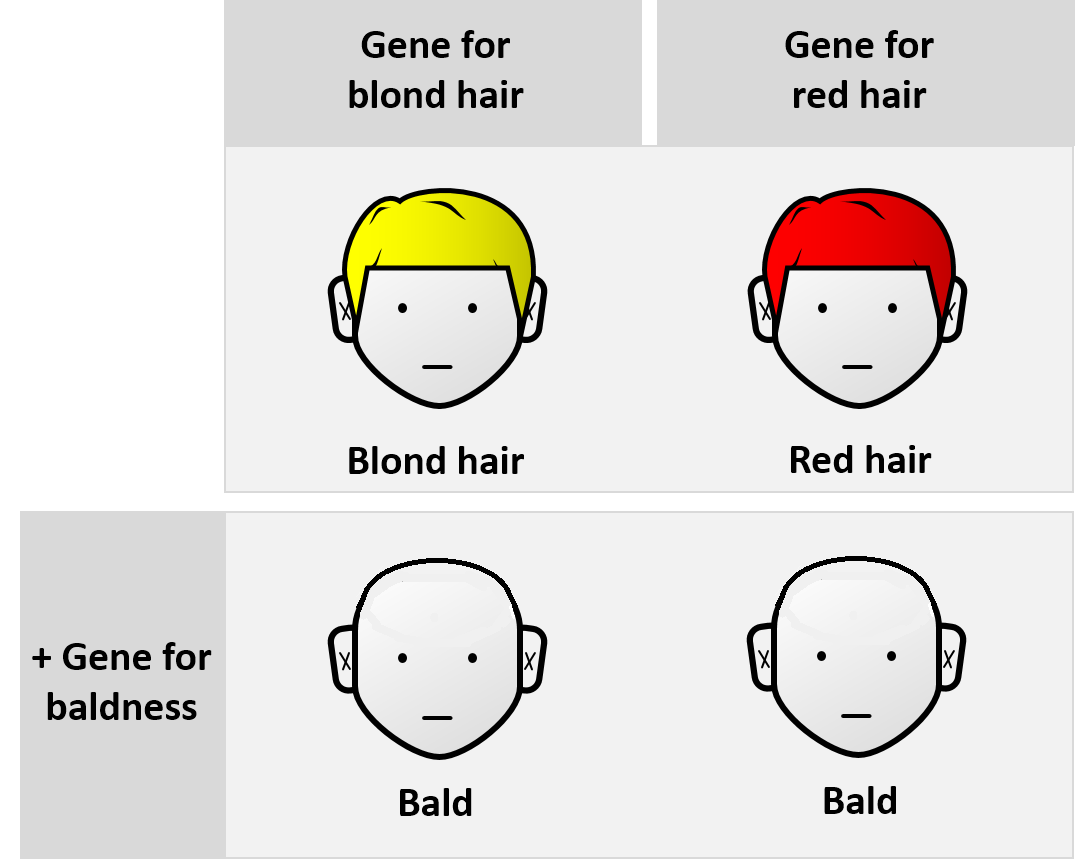
Le gène de la calvitie prend le dessus sur les gènes de couleur des cheveux. Si une personne est chauve, la couleur des cheveux ne se voit pas.

 (janvier 2021).
Si vous disposez d'ouvrages ou d'articles de référence ou si vous connaissez des sites web de qualité traitant du thème abordé ici, merci de compléter l'article en donnant les références utiles à sa vérifiabilité et en les liant à la section « Notes et références ».
En génétique, l'épistasie désigne l'interaction existant entre deux ou plusieurs gènes. Cela s'oppose à l'idée simpliste qui voudrait qu'un individu ne soit que la somme de l'ensemble de ses gènes. Il y a par exemple épistasie lorsqu'un ou plusieurs gènes (dominants ou récessifs) masquent ou empêchent l'expression de facteurs situés à d'autres lieux génétiques (locus).

## Historique
L'existence de gènes dominants ou récessifs a été mise en évidence par Mendel dès le milieu du 19e siècle, mais le terme d'épistasie n'est introduit formellement qu'en 1907 par Bateson.  Une relation d'épistasie désigne alors la suppression d'un phénotype par un autre gène de la même voie métabolique.[réf. nécessaire]
Le concept n'est cependant que peu étudié et les effets de gènes seront largement considérés comme additifs jusqu'à l'arrivée de la bioinformatique et des super-calculateurs permettant une étude quantitative de l'épistasie. L'épistasie est alors redéfinie comme la part de la variance génétique qui ne peut être expliquée ni par les effets additifs des allèles en présence, ni par les effets de dominance[réf. nécessaire].

## Définitions

### Définition classique
On considère deux formes d'épistasie, :
- L'épistasie dominante où c'est un allèle dominant qui influencera l'expression d'un autre gène codant un phénotype différent.
- L'épistasie récessive où c'est un allèle récessif qui influencera l'expression d'un autre gène codant un phénotype différent.

Ces deux types d'épistasie peuvent être, : 
- Simple : un seul gène en influence un autre
- Double : c’est-à-dire faire intervenir deux gènes complémentaires

Le gène dont l'expression est modifiée est dit hypostatique et l'allèle modificateur est dit épistatique.